# Ульяница (Ленинградская область)
Ульяница — деревня в Шугозёрском сельском поселении Тихвинского района Ленинградской области.

## История

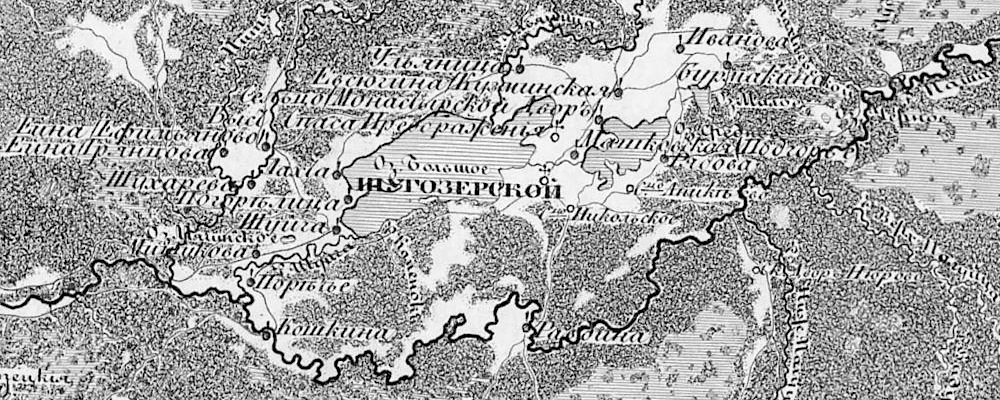
Деревня Ульяница на карте 1847 года

УЛЬЯНИЦА — деревня Кузьминского общества, прихода Большешугозёрского погоста. Река Ульяница.

Крестьянских дворов — 15. Строений — 23, в том числе жилых — 16.

Число жителей по семейным спискам 1879 г.: 46 м. п., 48 ж. п.; по приходским сведениям 1879 г.: 41 м. п., 53 ж. п.

В конце XIX — начале XX века деревня административно относилась к Кузьминской волости 2-го земского участка 2-го стана Тихвинского уезда Новгородской губернии.
По сведениям на 1 января 1913 года в деревне было 155 жителей из них детей в возрасте от 8 до 11 лет — 13 человек.
С 1917 по 1918 год деревня Ульяницы входила в состав Кузьминской волости Тихвинского уезда Новгородской губернии. 
С 1918 года в составе Череповецкой губернии.
С 1924 года в составе Капшинской волости.
С 1927 года в составе Кузьминского сельсовета Капшинского района.
Согласно карте Ленинградской области Северо-западного аэрогеодезического треста ГГУ издания 1932 года деревня насчитывала 14 крестьянских дворов:
| Внешние изображения | Внешние изображения                 |
| ------------------- | ----------------------------------- |
|                     | Деревня Ульяница на карте 1932 года |

По данным 1933 года деревня Ульяница входила в состав Кузьминского сельсовета Капшинского района Ленинградской области.
В 1958 году население деревни составляло 158 человек.
С 1963 года в составе Тихвинского района.
По данным 1966 и 1973 годов деревня Ульяница также входила в состав Кузьминского сельсовета.
По данным 1990 года деревня Ульяница входила в состав Шугозёрского сельсовета.
В 1997 году в деревне Ульяница Шугозёрской волости проживали 17 человек, в 2002 году — 9 человек (русские — 89 %).
В 2007 году в деревне Ульяница Шугозёрского СП проживали 10 человек, в 2010 году — 8.

## География
Деревня расположена в северо-восточной части района к северу от автодороги 41К-946 (Озровичи — Пашозеро — Шугозеро — Ганьково).
Расстояние до административного центра поселения — 3 км.
Расстояние до ближайшей железнодорожной станции Тихвин — 71 км.
Деревня находится на северном берегу озера Шугозеро, через деревню протекает река Ульяница.

## Демография
| 2007 | 2010 | 2017 |
| ---- | ---- | ---- |
| 10   | ↘8   | ↘7   |

### Национальный состав
Согласно данным Всероссийской переписи населения 2021 года в деревне проживали 14 человек, все русские.

## Улицы
Звёздная, Северная, Южная.